# NGC 247
NGC 247 — яркая галактика в созвездии Кита. Этот объект входит в число перечисленных в оригинальной редакции «Нового общего каталога».
NGC 247 является небольшой спиральной галактикой с компактным ядром, и видна почти с ребра. В галактике имеется хорошо заметная на фотографиях «пустота», из-за чего её также называют галактикой Игольное Ушко. Принадлежит к ближайшей к нам группе галактик, называемой группой Скульптора.
По результатам наблюдений трёх различных телескопов в 2002—2005 годах в галактике было обнаружено 33 цефеиды. Изучение периодов звёзд позволило определить расстояние до галактики, равное 11,8 млн св. лет с точностью 6 %.
На небе недалеко от NGC 247 расположена группа из 4 галактик, называемая из-за своей конфигурации «Цепочкой Бербиджа» (англ. Burbidge’s Chain) — на представленной здесь фотографии она видна вверху справа. Группа не связана гравитационно с NGC 247 и удалена от нас на расстояние порядка 350 млн св. лет — более чем в 30 раз дальше, чем NGC 247. Цепочка была открыта в 1963 году супругами Элинор Маргерит и Джефри Рональдом Бербиджами совместно с Фредом Хойлом.

## Комментарии
1. ↑  Если не принимать во внимание Местную группу, в которую входит Млечный Путь.